# 肥後田浦站
肥後田浦站（日语：／ Higo-Tanoura eki */?）是位於熊本縣葦北郡蘆北町小田浦，肥薩橙鐵道線的車站。車站編號為OR07。

## 歷史
- 1925年（大正14年）4月15日 - 鐵道省肥薩線（第一代）車站啟用。
- 1927年（昭和2年）10月17日 - 路線改名，成為鹿兒島本線車站。
- 1945年（昭和20年）3月29日、7月22日、7月27日 - 受到美軍空襲，使車站大樓與站内工場受損。
- 1974年（昭和49年）11月 - 木造車站大樓拆毀，重建為鋼筋混凝土的車站大樓。
- 1984年（昭和59年）2月1日 - 隨著終止貨物起卸業務，東海碳的專用線廢止。成為業務委託車站，由八代站管理。肥後田浦站長廢止。
- 1985年（昭和60年）3月14日 - 終止業務委託，成為無人車站。
- 1987年（昭和62年）4月1日 - 伴隨國鐵分割民營化，車站由九州旅客鐵道（JR九州）營運。再次成為有人車站（業務委託車站）。
- 2004年（平成16年）3月13日 - 九州新幹線鹿兒島中央站（當日由西鹿兒島站改名而成）至新八代站之間開業，使鹿兒島本線八代站至川內站之間的鐵路業務由肥薩橙鐵道繼承。
- 2007年（平成19年）10月1日 - 變為只在星期六才有車站職員當值。
- 2014年（平成26年）4月13日 - 蘆北町商工會田浦分所從此站遷走。
- 2019年（令和元年）10月1日 - 隨著引入車站編號，站名牌也更新。車站英文名由「Higo Tanoura」變為「Higo-Tanoura」。

## 車站構造
車站是一座地面車站，設有2面2線的相對式月台。車站大樓是一座鋼筋混凝土建築物，並由NPO法人「那浦站」管理的簡易委託車站（有人車站）。曾經車站設有貨物起卸業務，因此月台之間設有較寬的空間。廁所在閘內和閘外。現時，貨物用月台仍然存在，但是該月台只用作停泊維護路軌車輛的留置線。
有人車站業務只於星期六營業。為舊田浦町中心站，在國鐵時代中，東海碳田之浦工場從業員會使用此站，也設有貨物起卸業務，當時為全日有人車站。但是隨著終止貨物起卸業務，以及乘客大幅下降，於1985年成為無人車站。隨後，由於田浦町向當時的國鐵請願，在1987年成為JR九州之際，再次成為全日有人車站。在2004年，鐵路線由肥薩橙鐵道接手後，由於是田浦町的中心車站，使用人次車多，因此車站職員當值為平日8:30至17:00。但是，在2005年3月1日田浦御立岬公園站啟用後，由於使用人次轉移至該站，此站使用人次激減，在2007年10月1日起，只於星期六設有車站職員當值。與其他有人車站不同，此站只於星期六營業，並只負責售票服務，不會進行檢票與回收車票業務。
車站大樓曾經是一座木造建築物，大樓周邊種植了菊花作裝飾。現時的車站大樓在1974年建成，該車站大樓當時設有售票櫃臺和候車室。也曾設有行李櫃臺。後來在1985年成為無人車站後關閉，成為舊田浦町的特產展示處。在2005年改名為蘆北町後便不再展示特產。
在國鐵時代，1984年前車站設有站長，以及工場專用線以進行貨物起卸業務，因此車站大樓較大。在站長事務室內除了處理車站業務外，還設有專用線替換貨車用的信號房與工人站。在貨物起卸業務終止和成為無人車站時，以及轉讓至肥薩橙鐵道管，車站大樓曾改裝，使現時事務室變為較小規模，只設有售票櫃臺。在2015年4月前，前站長事務室是用作蘆北町商工會田浦分所的辦工室，隨著田浦基幹分所遷移，該處在4月以後成為紅帽肥後田浦店。
- 營業時間
  - 星期六 9:30 - 16:50

### 月台
| 月台 | 路線          | 上下行 | 方向                 | 備註                  |
| ---- | ------------- | ------ | -------------------- | --------------------- |
| 1    | ■肥薩橙鐵道線 | 下行   | 佐敷、水俁、出水方向 |                       |
| 1・2 | ■肥薩橙鐵道線 | 上行   | 八代、新八代方向     | 大部分列車使用1號月台 |

## 其他
作為東海碳田之浦工場的整體為東海電極田浦工場，以及田浦港是在太平洋戰争時代中日本軍主要的軍事工廠，為軍事物資的海上運送據點之一。在戰時中1945年，美軍在熊本大空襲行動中，車站大樓與工場受到3次空襲，使此站為其中一座車站受損。當時空襲的影像仍然存在。在2013年12月，大分縣宇佐市市民團體「豐之國宇佐市塾」首次公開影像。該影像可觀看當時車站內的情況，以及木造平房的車站大樓，而也可看到工場內專用線與側線留置的貨車，以及在田浦港的運輸船。

## 使用狀況
| 1日上下車人次變遷 | 1日上下車人次變遷 |
| 年度              | 1日平均人次       |
| ----------------- | ----------------- |
| 2011年            | 124               |
| 2012年            | 112               |
| 2013年            | 125               |
| 2014年            | 94                |

## 車站周邊
縣道田浦港線在站前與肥薩橙鐵道線並行。東邊與國道3號並行。
- 東海碳田之浦工場
- 田浦港
- 小田浦簡易郵局
- 產交巴士（日语：九州産交バス）「田浦站前」巴士站 - 在國道3號上，距離此站約100米。
  - 道之驛田浦（日语：道の駅たのうら） - 田浦站前 - 佐敷 - 蘆北 - 湯之浦溫泉 - 綱木溫泉 - 新水俁站 - 水俁站前 - 水俁產交（日语：産交バス水俣営業所）

## 相鄰車站
肥薩橙鐵道
■肥薩橙鐵道線
■快速「超級橙」（只於星期六日運行）
通過
■快速「快速海洋快車薩摩」（只限4號停站）（只於星期六日運行）、■普通
田浦御立岬公園（OR06）－肥後田浦（OR07）－海浦（OR08）

## 注腳
1. 1 2  国土数値情報(駅別乗降客数データ)  （页面存档备份，存于） - 國土交通省、2018年3月21日參閲
2. ↑  .   [2020-04-05]. （原始内容存档于2021-02-11）.
3. ↑  廣報蘆北2014年12月號P8、P9

## 外部連結
- 肥後田浦站（各站資訊） （页面存档备份，存于） - 肥薩橙鐵道